# 赫沃伊納亞區
58°54′N 34°30′E / 58.900°N 34.500°E
赫沃伊納亞區（俄语：Хвойнинский район），是俄羅斯的一個區，位於該國西北部，由諾夫哥羅德州負責管轄，始建於1927年10月1日，面積3,200平方公里，2010年人口15,552，人口密度每平方公里4.86人。